# Банага
Банага, Бинага — правитель Харакены во II веке.
Правивший во II веке (Д. Сиэ относит период его правления к первой половине столетия) Банага (или Бинага), о котором известно из обнаруженного нумизматического материала, был первым властителем Харакены, на реверсе чьих монет появляется арамейская легенда — вместо на греческом языке. Как отметил Р. Е. Варданян, хотя по аверсу имеется большое сходство монет Банаги с монетами его предшественника, но наблюдаются и существенные различия — изменена форма бороды на портрете и подчёркнута погрудность. По предположению Сиэ, может присутствовать определённая связь имени Бинаги с именем Абинергла. После Банаги правил другой неизвестный царь.